# Arizace
Arizace (z německého výrazu Arisierung) znamenala v nacistickém Německu a jím ovládaných zemích vyvlastnění majetku osob, které byly židovského původu a jeho převedení do rukou nežidovských (tzv. árijských) správců a posléze majitelů.
Pojem byl odvozen z teorie o nadřazené árijské rase, která byla ztotožněna s německým národem a do které podle nacistických představ Židé nepatřili; naopak byli považováni za úhlavní nepřátele árijské rasy, potažmo německého národa. Naprosté vyloučení Židů z účasti na německé ekonomice a s tím související zabavení jejich majetku tak bylo jedním z hlavních předpokladů, jak se mohli Němci vymanit z „područí“ Židů a tím podle nacistů dosáhnout trvalé prosperity.
K tomuto cíli nacisté zprvu využívali bojkot obchodníků a výrobců židovského původu a jejich terorizování pouličními bojůvkami, což je mělo přivést k bankrotu, popřípadě donutit k ukončení podnikání či dokonce k odchodu ze země.

## Protižidovské zákony
- Nařízení o evidenci majetku Židů Vyhláška (RGBl. I. P. 414f.) z 26. dubna 1938
- Nařízení o vyloučení Židů z německého hospodářského života (RGBl. 1938 I, S. 1580) z 12. listopadu 1938
- Vyhláška o obnově ulic s židovskými podniky (RGBl. I 1938, S. 1581) z 12. listopadu 1938
- Nařízení o používání židovského majetku (RGBl. 1938 I. S. 1709) z 3. prosince 1938

Od 1. ledna 1938 bylo Židům v Německu zákonem zakázáno podnikat v oblasti obchodu i ve výrobě, stejně jako nabízet zboží i služby. Následně byly tyto podniky převedeny pod nucenou správu „nežidů“, velmi často exponentů nacistického režimu. Správce, tzv. Treuhänder neboli důvěrník (často se používal doslovný překlad „správce věrné ruky“) pak buď podnik dovedl k likvidaci, což byl způsob, jak se místní nežidovští podnikatelé zbavili konkurence v oboru, nebo zařídil jeho odprodej do vlastnictví „Árijce“ (velmi často sám sobě).
V okupovaných zemích (zejména Československu a Polsku) byla arizace navíc využívána jako nástroj germanizace místního hospodářství, kdy podniky, ve kterých měli Židé i jen menšinový kapitálový podíl, byly převáděny do německé správy a posléze do vlastnictví Němců, popřípadě osobám nacistům zcela oddaným.